# Imkerhaus (Vorsfelde)

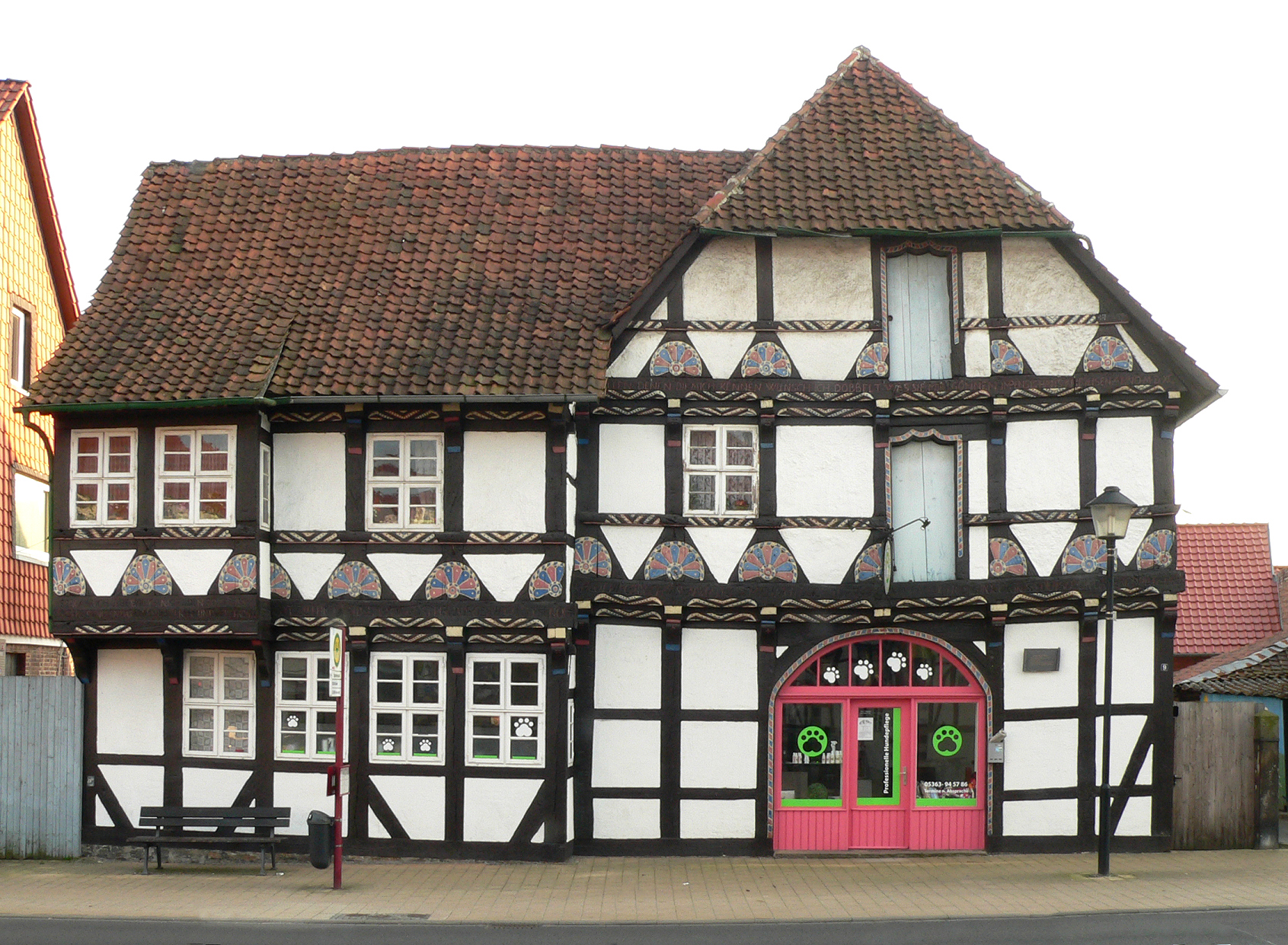
Imkerhaus (2016)

Das Imkerhaus, auch als Imkersches Haus bezeichnet, ist der älteste erhaltene Profanbau im Wolfsburger Ortsteil Vorsfelde in Niedersachsen. Es wurde 1590 als Fachwerkhaus errichtet und steht seit dem ersten Drittel des 20. Jahrhunderts unter Denkmalschutz. Der Name leitet sich von der im Ort alteingesessenen Familie Imker ab, in deren Besitz das Haus seit 1880 steht.

## Lage

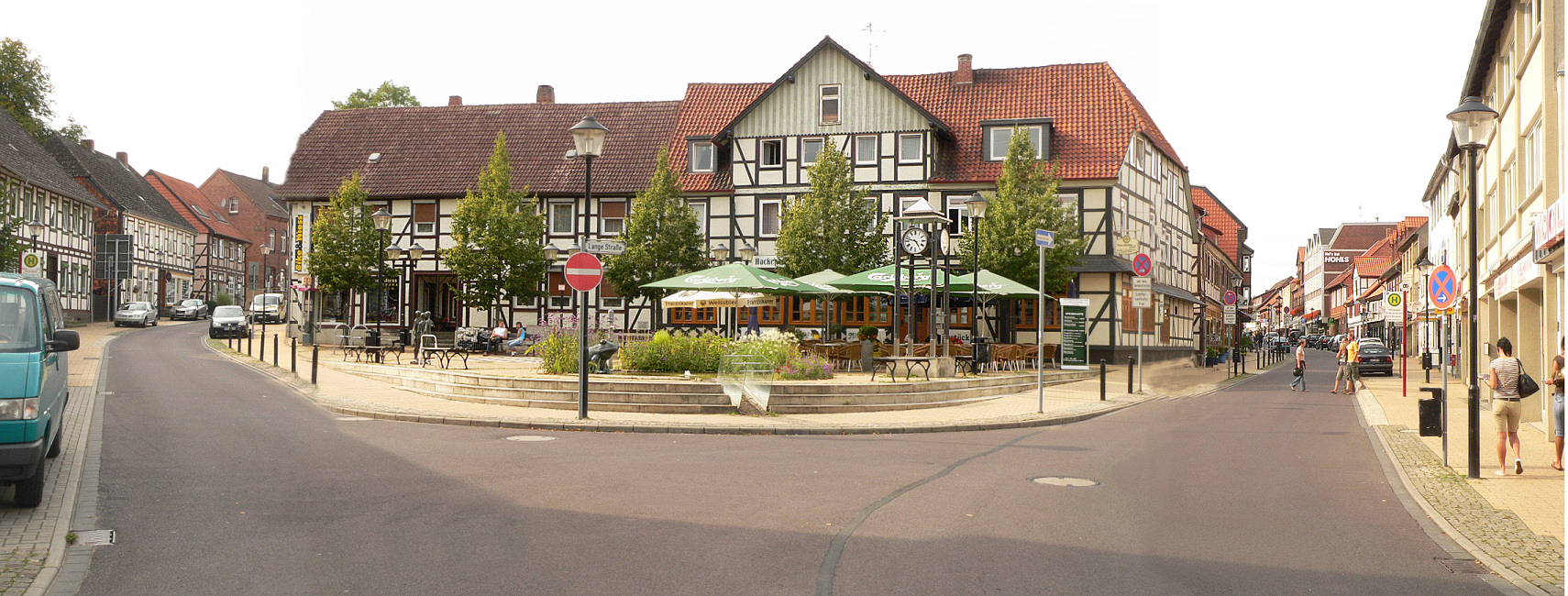
Der dem Imkerhaus gegenüberliegende Platz des „Ütschenpaul“ (Fröschepfuhl), links: Amtsstraße, rechts: Lange Straße

Das Imkerhaus befindet sich in der Amtsstraße 9 im Altstadtkern von Vorsfelde. Vor der Einführung von Straßennamen im Ort trug es die Hausnummer 30. Das Gebäude ist Teil des historischen Ortskerns, den ein geschlossener Bestand an restaurierten Fachwerkgebäuden und wenigen Neubauten bildet. In den Jahren von 1999 bis 2000 wurde der Straßenbelag und die Straßenbeleuchtung des Ortskerns im historischen Stil umgestaltet. Das Imkerhaus steht in einem Bereich, in dem die Amts- und die Lange Straße als zwei halbkreisförmig zueinander verlaufene Straßen wieder aufeinander treffen. Dort bilden sie mit dem Ütschenpaul einen kleinen Platz aus. Er liegt am früheren Dammtor als südlichem Ortsausgang, wo der erhöhte Vorsfelder Werder zum Urstromtal der Aller abfällt. Neben dem Imkerhaus zählt das Scharfrichterhaus von 1607 in der Meinstraße zu den ältesten Gebäuden in Vorsfelde.

## Architektur

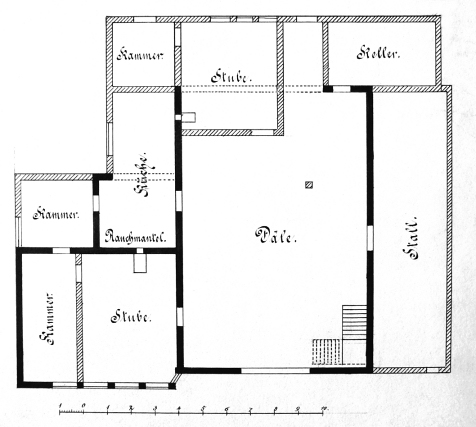
Gebäudegrundriss um 1900

Das dreigeschossige Fachwerkhaus wurde im Jahre 1590 als Wohn- und Speichergebäude erbaut. Es stellt eine frühe Form des Ackerbürgerhauses dar und vereint das mitteldeutsche Ernhaus mit dem norddeutschen Hallenhaus. Die linke traufständige Haushälfte besteht aus einem zweigeschossigen Wohnbereich. Die rechte Hausseite bildet ein giebelständiger, dreigeschossiger Bau mit großer Diele im Erdgeschoss. Darüber befinden sich zwei Geschosse mit Lagerräumen, auf die noch die Ladeluken in der Fassade hinweisen. Die Diele wurde als Einfahrt für Fuhrwerke genutzt, aus denen per Seilwinde Kornsäcke in die Luken der darüber liegende Getreidelager gezogen wurden. An der Fassade finden sich kunstvoll verzierte Knaggen. Die Vorkragungen der Gebäudeetagen und der Erker weisen reiche Holzschnitzereien auf. Das Fachwerk ist mit Fächerrosetten ausgeschmückt, die typisch für den norddeutschen Raum des 16. Jahrhunderts sind. Bauherr und Baujahr finden sich auf einer Balkeninschrift im Giebel des Hauses mit Hans Kriegeisen und dem Jahr 1590. In die Fassadenbalken sind farbige Haussprüche eingelegt, wie
- Got zu Ehren und seinem Wort ist dis Haus gbawt an disen Ort
- Allen denen die mich kennen, wünsch ich dobbelt, was sie mir gönnen
- So wahr ich lebe will ich nicht den Todt des Sünders, sondern das ehr sich bekehre und lebe fromm

Die architektonische Besonderheit des Imkerhauses wurde bereits Ende des 19. Jahrhunderts erkannt, als es 1896 in die Liste der Bau- und Kunstdenkmäler des Kreises Helmstedt aufgenommen wurde. Die Besonderheit des Gebäudes liegt in der Vereinigung zweier unterschiedlicher Haustypen und seine teilweise Giebelständigkeit. Hinzu kommen die reichen Fachwerkverzierungen und die für Vorsfelde einzigartig vorkragenden Gebäudegeschosse.

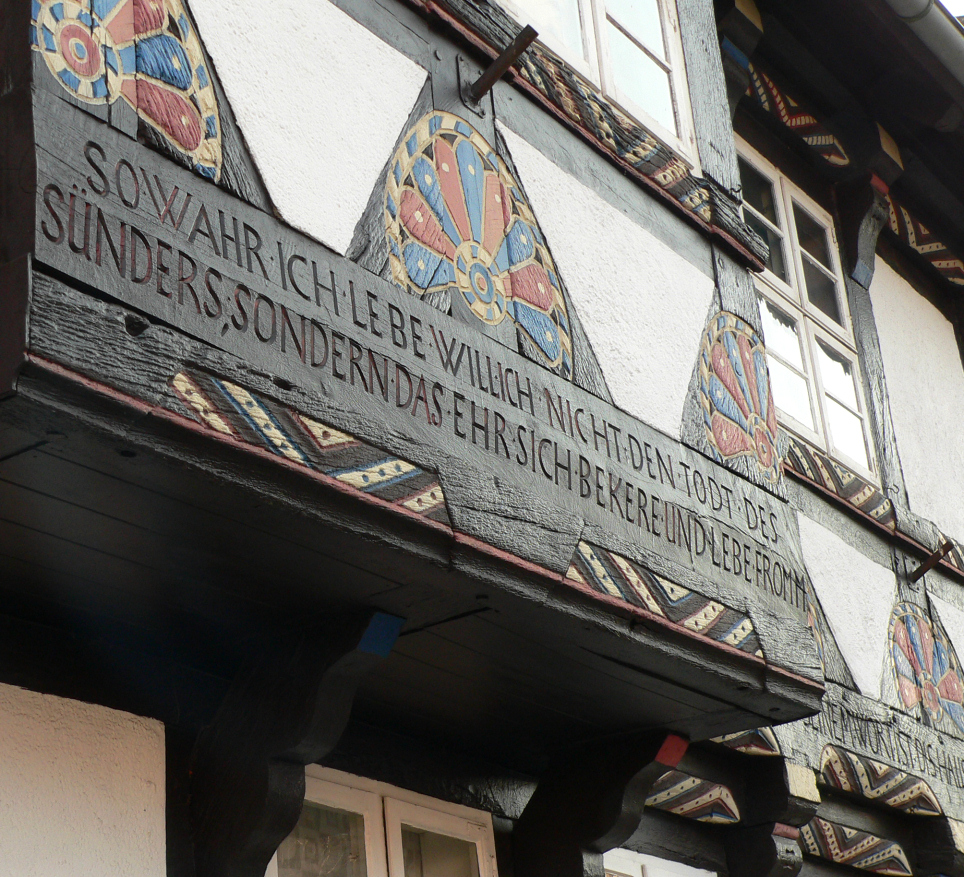
Balkeninschrift
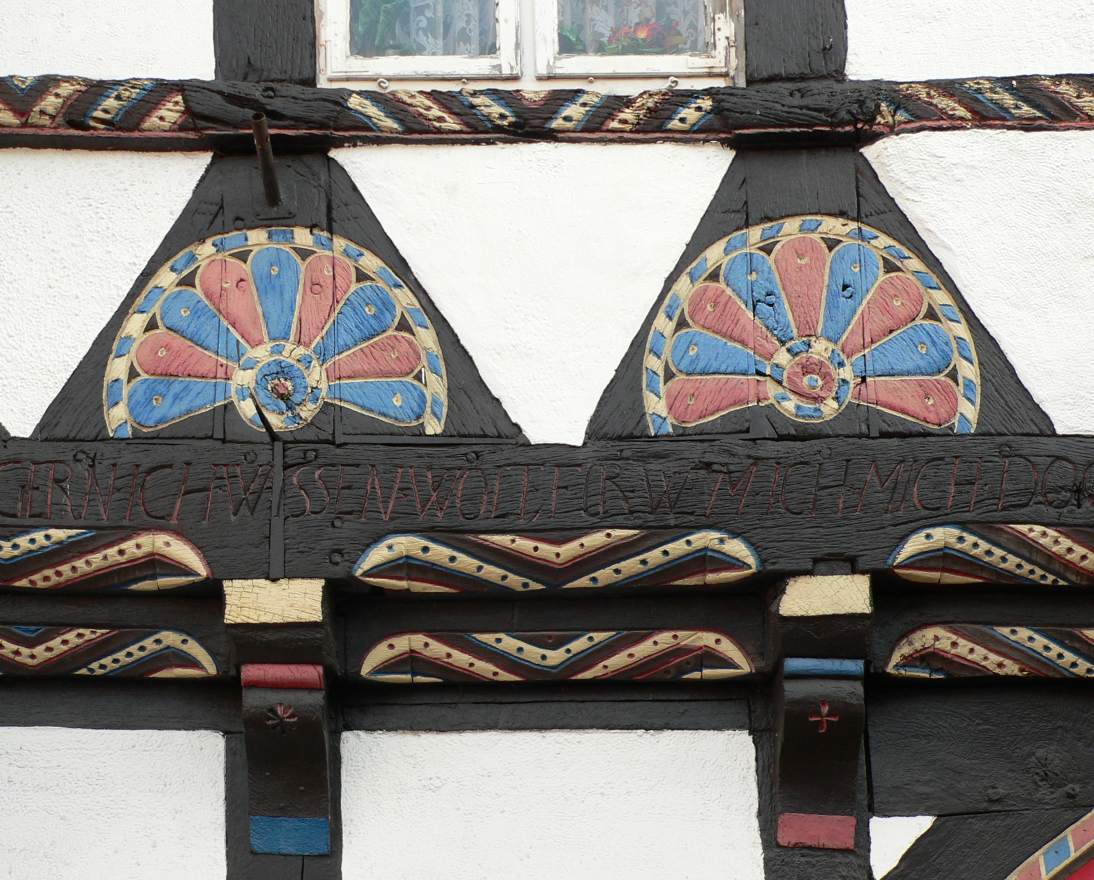
Fächerrosetten
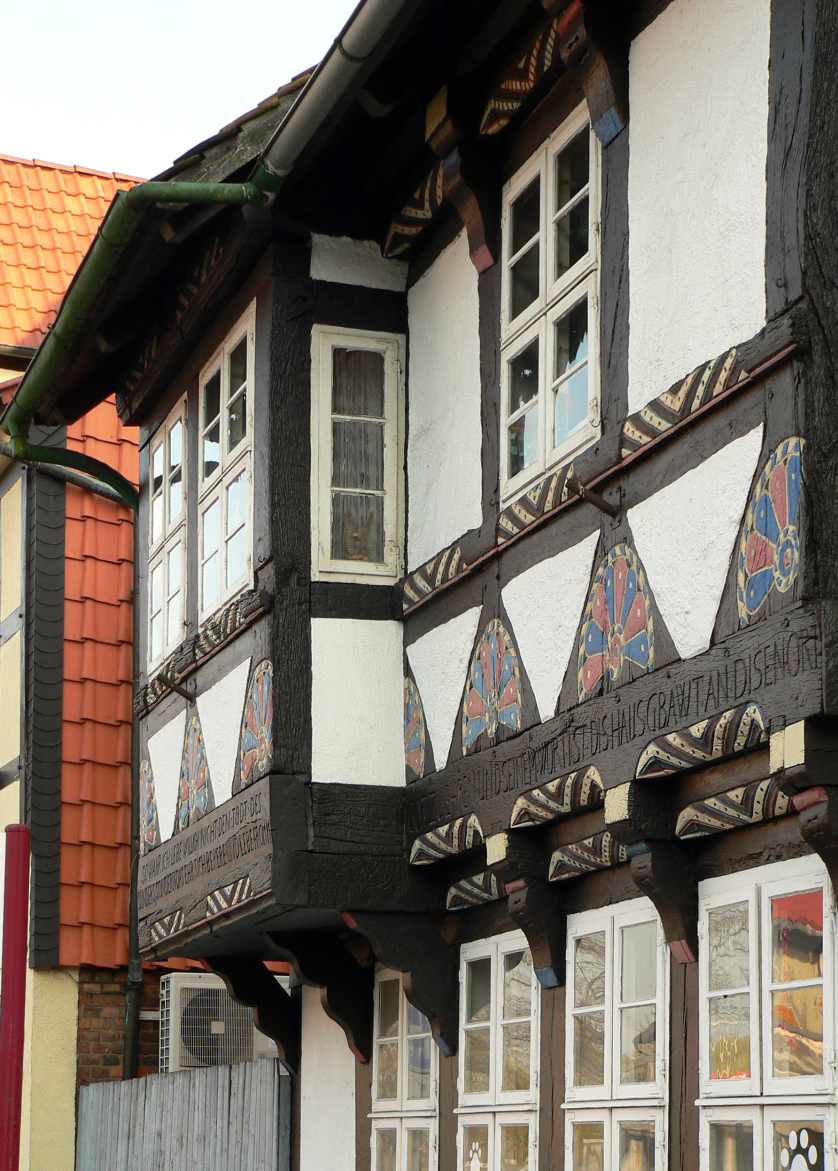
Der Fassadenerker
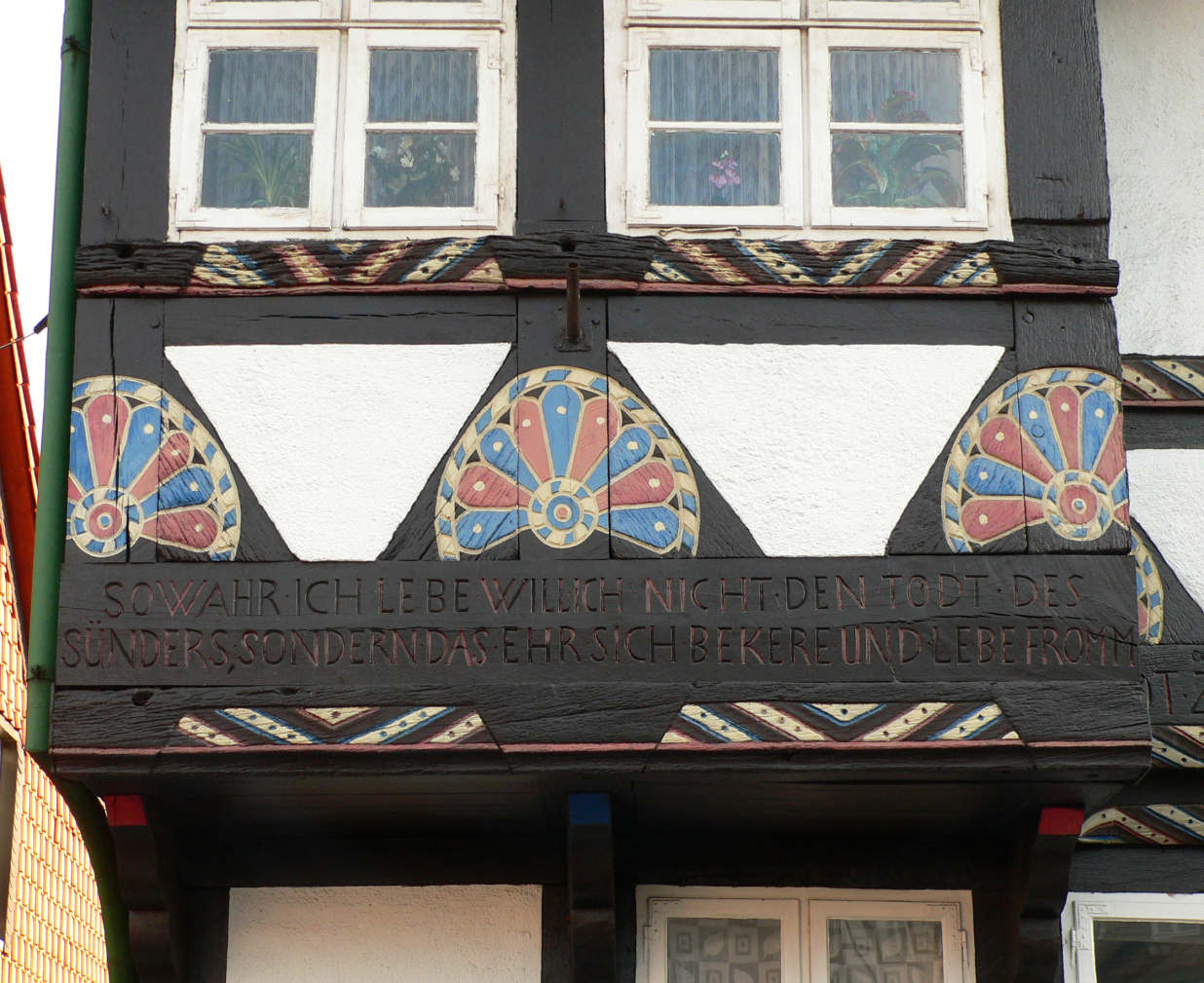
Fächerrosetten am Erker

## Geschichte

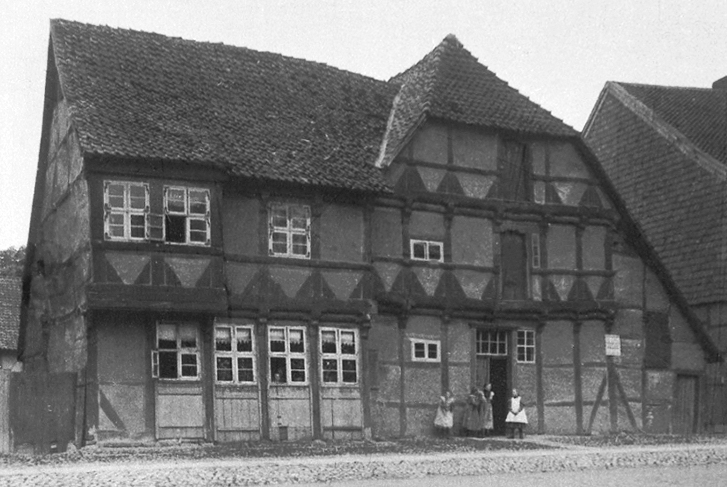
Das Imkerhaus um 1895, noch unrenoviert und mit Stallanbau rechts

Das Imkerhaus um 1900

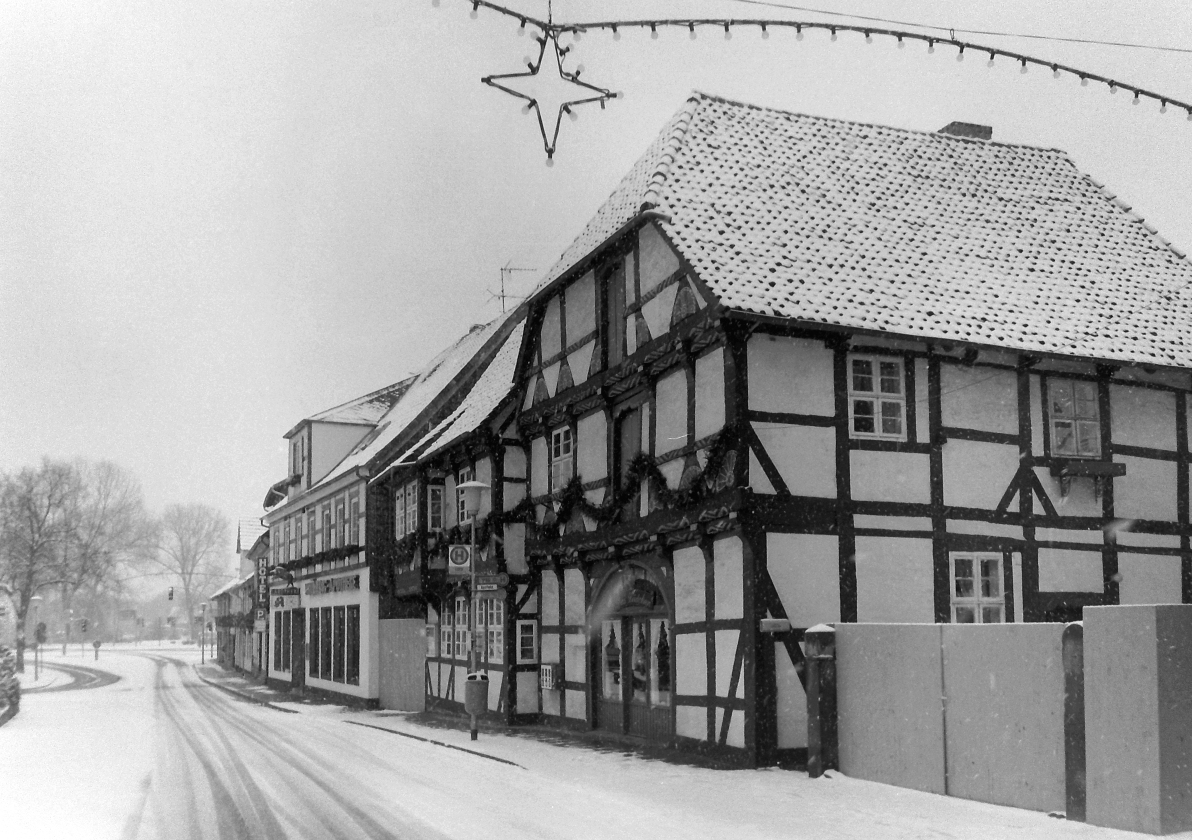
Seitliche Ansicht des Imkerhauses mit Weihnachtsschmuck, 1985

Bauherr des Imkerhauses war der Vorsfelder Bürgermeister und Kornhändler Hans Kriegeisen I., der wenige Jahre nach der Erbauung um 1595 an der Pest verstarb. Er gehörte zu einer Kaufmannsfamilie, die häufig den Bürgermeister stellte und mit Hermann Kriegeisen im Jahre 1483 erstmals genannt wird. Die Kriegeisens handelten mit Getreide, das sie mit Fuhrwerken aus der Magdeburger Börde und der Altmark über Vorsfelde nach Celle zur Verschiffung auf der Aller brachten. Das Imkerhaus entstand Ende des 16. Jahrhunderts, als sich die Familie auf dem wirtschaftlichen Höhepunkt befand und dem mit der Kipper- und Wipperzeit eine wirtschaftlich schwierige Periode folgte. Das Gebäude überstand die großen Ortsbrände von 1604 und 1798, bei denen bis zu drei Viertel der Häuser zerstört wurden.
Nach der Einstufung als Baudenkmal 1920 oder 1930 wurde ein seitlicher Stallanbau des 19. Jahrhunderts entfernt. In den 1930er Jahren war der Erhalt des Imkerhauses gefährdet, da wegen baulicher Schäden Reparaturen notwendig waren, deren Kosten der Eigentümer nicht tragen konnte. Für den Gebäudeerhalt setzte sich der Braunschweiger Museumsinspektor Paul Jonas Meier mit der Begründung ein, dass ein Verlust dem Lande trotz seiner wirtschaftlichen Nöte zu schwerem Vorwurf gereichen möchte. 1939 erfolgte eine Restaurierung des Gebäudes, für die der Eigentümer staatliche Zuschüsse erhielt. Gegen einen 1956 erfolgten Ausbau der früheren Diele zu einem Ladenlokal bestanden keine denkmalpflegerischen Bedenken. Zeitweise befand sich darin eine Filiale der Aller-Zeitung. Im Ladenraum steht ein hölzerner Stützpfeiler mit der Jahreszahl 1667.